# Partit Comunista Marxista-Leninista de Benín
El Partit Comunista Marxista-Leninista de Benín (en francès: Parti communiste marxiste-léniniste du Bénin) és un partit polític de Benín liderat per Magloire Yansunnu. El PCMLB va ser fundat a Cotonou el 1999. Yansunnu havia estat expulsat del Partit Comunista de Benin el 1998 seguint-lo una crisi interna en aquell partit. El PCMLB va ser el 112è partit polític en registrar-se legalment a Benín.